# Rollin D. Salisbury
Rollin Daniel Salisbury (17 août 1858 – 15 août 1922) est un géologue et éducateur américain.

## Publications
1. Salisbury, R.D. 1884. Aeolian ripple-marks. Science 3(54):172.
2. Chamberlin, T.C. and Salisbury, R.D. 1885. Preliminary paper on the driftless area of the upper Mississippi Valley. In: Powell, J.W. (ed), Sixth Annual Report of the United States Geological Survey to the Secretary of the Interior, 1884-1885, p. 199-322.
3. Chamberlin, T.C. and Salisbury, R.D. 1891. On the relationship of the Pleistocene to the pre-Pleistocene formations of the Mississippi Basin, south of the limit of glaciation. The American Journal of Science, 3rd Series, 41(245):359-377.
4. Salisbury, R.D. 1892. Certain extra-morainic drift phenomena of New Jersey. Bulletin of the Geological Society of America 3:173-182.
5. Salisbury, R.D. 1892. On the northward and eastward extension of the pre-Pleistocene gravels of the Mississippi basin. Bulletin of the Geological Society of America 3:183-186.
6. Salisbury, R.D. 1894. Studies for students: Superglacial drift. The Journal of Geology 2(6):619-632.
7. Salisbury, R. D. 1895. Pre-glacial gravels on the quartzite range near Baraboo, Wisconsin. The Journal of Geology 3:655-667.
8. Salisbury, R.D. 1895. Report on Surface Geology for 1894, from the Annual Report of the State Geologist of New Jersey for the year 1894. Trenton, NJ: The John L. Murphy Pub. Co. Printers, 149 pp.
9. Salisbury, R.D. 1895. The Arctic Expedition of 1895, and Lieutenant Peary's work. Science NS 2(41):457-460.
10. Salisbury, R.D. 1896. Loess in the Wisconsin drift formation. The Journal of Geology 4(8):929-937.
11. Salisbury, R.D. 1896. The Philadelphia brick clays, et al. Science NS 3(65):480-481.
12. Salisbury, R.D. 1896. Volcanic ash in southwestern Nebraska. Science NS 4(101):816-817.
13. Salisbury, R.D. 1897. On the origin and age of the relicbearing sand at Trenton, N.J. Science NS 6(157):977-981.
14. Salisbury, R.D. and Atwood, W.W. 1897. Drift phenomena in the vicinity of Devils Lake and Baraboo, Wisconsin. The Journal of Geology 5:131-147.
15. Salisbury, R.D. 1898. The Physical Geography of New Jersey. C. Changes effected by the wind. Trenton, NJ: The John L. Murphy Pub. Co. Printers, pp. 161–167.
16. Salisbury, R.D. and Alden, W.C. 1899. The Geography of Chicago and Its Environs. Geographic Society of Chicago Bulletin No. 1, 64 pp.
17. Salisbury, R.D. and Atwood, W.W. 1900. The geography of the region about Devils Lake and the Dalles of the Wisconsin. Wisconsin Geological and Natural History Survey Bulletin No. 5.
18. Salisbury, R.D. 1901. Glacial work in the western mountains in 1901. The Journal of Geology 9:718-731.
19. Salisbury, R.D. 1901. The surface formations in southern New Jersey. New Jersey Geological Survey, Annual Report for 1900, pp. 33–40.
20. Salisbury, R.D. 1902. Recent progress in glaciology. Science NS 15(374):353-355.
21. Salisbury, R.D., Kümmel H.B., Peet, C.E. and Knapp, G.N. 1902. The Glacial Geology of New Jersey. Volume V of the Final Report of the State Geologist. Trenton, NJ: MacCrellish & Quigley, 802 pp.
22. Salisbury, R.D. 1904. Three new physiographic terms. The Journal of Geology 12:707-715.
23. Salisbury, R.D. 1905. The mineral matter of the sea, with some speculations as to the changes which have been involved in its production. The Journal of Geology 13:469-484.
24. Salisbury, R.D. 1905. The mineral matter of the sea. The Scottish Geographical Magazine 21:132-136.
25. Salisbury, R.D. 1906. Glacial geology of the Bighorn Mountains. United States Geological Survey, Professional Paper 51, pp. 71–90.
26. Salisbury, R.D. 1906. Glacial geology of the Cloud Peak and Fort McKinney quadrangles Wyoming. United States Geological Survey, Geologic Atlas of the United States, Folio 142, pp. 9–12.
27. Salisbury, R.D. 1906. The Illinois geological survey. The Journal of Geology 14(1):65-87.
28. Chamberlin, T.C. and Salisbury, R.D. 1906. Geology. Three volumes. New York: Henry Holt and Co.
29. Salisbury, R.D. 1907. Physiography. New York: Henry Holt, 770 pp.
30. Salisbury, R.D. and Atwood, W.W. 1908. The interpretation of topographic maps. United States Geological Survey, Professional Paper 60, 84 pp.
31. Salisbury, R.D. 1910. Elementary Physiography. New York: Henry Holt, 359 pp.
32. Willis, B. and Salisbury, R.D. 1910. Outlines of geologic history with especial reference to North America. Chicago: The University of Chicago Press, 306 pp.
33. Salisbury, R.D., Barrows, H.H. and Tower, W.S. 1912. The Elements of Geography, New York: Henry Holt, 616 pp.
34. Salisbury, R.D., Barrows, H.H. and Tower, W.S. 1913. Modern Geography for High Schools. New York: Henry Holt, 418 pp.
35. Chamberlin, T.C. and Salisbury, R.D. 1914. Introductory Geology. New York: Henry Holt and Co., 708 pp.
36. Salisbury, R.D. 1918. Geology in education. Science NS 47(1214):325-335.